# Globoki splet
Globoki splet (angleško deep web) ali nèvídni splèt (angleško invisible web, hidden web)  je del svetovnega spleta, ki ga z navadnimi iskalniki, kot so Google, Yahoo!, Bing ipd., ni mogoče najti.  
Svetovni splet je razdeljen na dva nivoja: globoki splet (deep web) in površinski splet (surface web). Slednji vsebuje veliko količino informacij, do katerih lahko prosto dostopamo z navadnimi spletnimi iskalniki, medtem ko je pod površjem teh informacij neprimerljivo več. Te spletne strani niso lahko dostopne, zato je vsebina skrita pred večino uporabnikov spleta. Pomembno je razumeti, da globoki splet deluje na isti infrastrukturi kot navadni splet, le išče se drugače, z drugačnimi protokoli. 
Tudi globoki splet lahko obsega čisto navadne strani, ki jih uporabljamo vsakodnevno, kot so e-pošta, bančništvo, forumi, najdejo se pa tudi manj zakonite storitve (npr. preprodaja drog, hekerstvo, nelegalne spolne vsebine ipd.). Ta del spleta imenujemo temni splet (angleško dark net).

## Terminologija
Michael K. Bergman je v svojem seminarju o temni strani interneta, objavljenem v The Journal of Electronic Publishing omenil, da je Jill Ellsworth uporabila izraz nevidni internet (ang. invisible web) za strani, ki niso registrirane v nobenem iskalniku. Citiral je tudi Franka Garcio iz njegovega članka leta 1996:
Prvi je besedni izraz deep web uporabil Michael K. Bergman v svoji študiji leta 2001.

## Velikost
Leta 2000 je Michael K. Bergman nevidni internet primerjal z oceanom in rekel, da če bi z mrežo lovili ribe po celem oceanu naenkrat, bi nekaj rib zagotovo ujeli, ampak bi jih še vedno ostalo veliko. Velikost omrežja je težko izmeriti, saj je njegov primarni namen anonimnost ali pa so informacije skrite oz. do njih ne moremo dostopati brez avtorizacije. 
Ocenjena velikost po raziskavi Univerze Kalifornije iz leta 2001 znaša 7,5 petabajta in hitro narašča.

## Dostop
Za dostop do temne strani interneta potrebujemo posebna orodja, kot so brskalniki FreeNet, I2P ali Tor brskalnik. Kratica Tor je prvotno pomenila okrajšavo za »The Onion Router«. orodje, ki ga je uporabljala ameriška mornarica za zaščito svojih komunikacij. Tor preko mreže posrednikov omogoča anonimnost, saj spletnim stranem onemogoča zbiranje informacij o obiskovalcu.
Strani globokega interneta namesto standardnih končnic, kot so .com, .net in .org uporabljajo .onion. 

## Uporaba
Po globokem internetu lahko brskamo ali preko njega komuniciramo, zato ga uporabljajo različni ljudje, eni za manj zlonamerne aktivnosti, drugi bolj. 
Raziskava iz leta 2015 kaže, da se deep web uporablja predvsem za preprodajo drog, takoj za tem pa sledijo še ostale trgovine, goljufije, posli povezani z valuto bitcoin in pa aktivnost žvižgačev (ang. whistleblowers).
Temna stran interneta se uporablja tudi v državah, kjer imajo strogo omejen dostop do interneta in si državljani s tem lahko pomagajo pri brskanju po internetu brez nadzora.

## Organi pregona
Kazniva dejanja storjena preko temnega spleta je težko dokazati. Razlogov za to je veliko. Osebe, ki skrbijo za spletne strani, ki ponujajo ilegalne proizvode ali storitve, je težko odkriti, saj za svojo anonimnost uporabljajo zelo napredno programsko opremo za zakrivanje spletne identitete. Preiskovanje tovrstnih splenih strani je zamudno, traja dolgo časa in je zelo drago. Iskanje ustanoviteljev spletnih strani otežuje tudi dejstvo, da vse strani na temnem spletu niso ilegalne. Pri nekaterih je zato zelo težko določiti mejo med dovoljenim in nedovoljenim.
V ZDA so zvezne agencije že ukinile nekaj takšnih strani, kjer so se prodajale prepovedane droge, orožje in otroška pornografija. Problem nastane, ker se pojavlja več novih strani kot jih je moč izslediti. Primer ukinjene spletne strani je The Silk Road. Oktobra 2013 so preiskovalci zaprli The Silk Road stran. Ustanovitelja (Ross Ulbricht) so razkrinkali tako, da so ga dalj časa opazovali, ko je hodil iz svojega stanovanja v kavarne, kjer je uporabljal javno WiFi povezavo za dostop in urejanje The Silk Road strani. Obsojen je bil na dosmrtno zaporno kazen.  Že na začetku novembra 2013 se je vzpostavila spletna stran z imenom The Silk Road 2.0. Čez eno leto se je tudi druga verzija strani odstranila.
Zaradi velikega števila spletnih strani na temnem spletu jih je praktično nemogoče izkoreniniti.
FBI je februarja 2015 v North Carolini (ZDA) zasegel računalniški strežnik, ki je gostil strani na temnem spletu. Nato so stran z imenom "Playpen" upravljali s svojimi strežniki in tako do marca 2015 pridobili 1300 IP naslovov uporabnikov. Med preiskavo so ugotovili, da ima spletna stran preko 215,000 članov, 117,000 objav in 11,000 obiskovalcev na teden. Med pregledom strežnika so našli fotografije, ki so nakazovale na brutalno zlorabo otrok.